# Alto Los Cardales
Alto Los Cardales es una localidad del partido de Campana, provincia de Buenos Aires, Argentina.

## Demografía
Cuenta con 2,363 habitantes (Indec, 2001), lo que representa un marcado incremento del 373% frente a los 50 habitantes (Indec, 1991) del censo anterior. Incluye barrios La Herradura, Las Lomadas, Los Cedros, Monteverde, Parque Natura, Barrio Parque San Jorge, Barrio Parque Santa Brígida y Country Club Los Cardales.

Se considera una sola unidad junto a la localidad Los Cardales del partido de Exaltación de la Cruz, contabilizando 7,705 habitantes (Indec, 2001) entre ambas localidades.

## Geografía

### Sismicidad
La región responde a las subfallas «del río Paraná», y «del río de la Plata», y a la falla de «Punta del Este», con sismicidad baja; y su última expresión se produjo el 5 de junio de 1888 (137 años), a las 3.20 UTC-3, con una magnitud aproximadamente de 5,0 en la escala de Richter (terremoto del Río de la Plata de 1888).
La Defensa Civil municipal debe advertir sobre escuchar y obedecer acerca de
Área de
- Tormentas severas, poco periódicas, con Alerta Meteorológico
- Baja sismicidad, con silencio sísmico de 137 años